# Luis Calleja
Luis Calleja Fernández, nacido en Burgos y fallecido en la misma ciudad el 5 de julio de 1918, fue un empresario y político español.

## Trayectoria
Fue empresario del Teatro Real de Madrid y propietario de una empresa encuadernadora. Pasó la temporada de verano en Bayona donde organizó un festival para recaudar fondos para la construcción de la Virgen de la Roca.Fue diputado provincial en Madrid y elegido senador por Burgos en 1916 y 1918.